# Андора на Европском првенству у атлетици у дворани 2013.
Андора је учествовала на 32. Европском првенству у дворани 2013 одржаном у Гетеборгу, Шведска, од 28. фебруарa до 3. мартa. Ово је било седмо Европско првенство у атлетици у дворани од 1990. године када је Андора први пут учествовала, а прво после 2002. године. Репрезентацију Андоре представљао је један спортиста који се такмичио у трци на 60 метара
На овом првенству представник Андоре није освојио ниједну медаљу, нити је оборио неки рекорд.

### Мушкарци
| Атлетичар   | Дисциплина | Лични рекорд | Квалификације | Квалификације | Полуфинале           | Полуфинале           | Финале               | Финале | Детаљи |
| Атлетичар   | Дисциплина | Лични рекорд | Резултат      | Место         | Резултат             | Место                | Резултат             | Место  | Детаљи |
| ----------- | ---------- | ------------ | ------------- | ------------- | -------------------- | -------------------- | -------------------- | ------ | ------ |
| Микел де Са | 60 м       | 7,31         | 7,36          | 8. у гр 1     | Није се квалификовао | Није се квалификовао | Није се квалификовао | 21/22  |        |